# Зеда-Самеба
Зеда-Самеба (груз. ზედა სამება) — село в Грузії.
За даними перепису населення 2014 року в селі проживає 597 осіб.